# Ilybius subaeneus
Ilybius subaeneus es una especie de escarabajo del género Ilybius, familia Dytiscidae. Fue descrita científicamente por Erichson en 1837.

## Distribución geográfica
Habita en Europa, el norte de Asia (excluyendo China) y Norteamérica.